# تيبور ستارك
تيبور ستارك (بالمجرية: Stark Tibor)‏ هو رباع مجري، ولد في 14 فبراير 1972 في تاتا في المجر.

## وصلات خارجية
- تيبور ستارك على موقع IAT Database Weightlifting (الألمانية)
- تيبور ستارك على موقع أوليمبيديا (الإنجليزية)